# Ney Suassuna
Ney Robinson Suassuna ComMM (Campina Grande, 11 de outubro de 1941) é um administrador, economista, pedagogo e político brasileiro filiado ao Republicanos. Foi ministro da Integração Nacional durante o governo Fernando Henrique Cardoso. Pela Paraíba, foi senador por três mandatos.

## Biografia
Filho de Raimundo Suassuna e Alice Leite Suassuna, é empresário, escritor, pintor, professor da Universidade Federal do Rio de Janeiro (UFRJ), presidente da Associação Comercial e Industrial da Barra da Tijuca, presidente do Anglo-Americano Escolas Integradas, ex-senador e ex-ministro da Integração.
Em 1982 cursou a Escola Superior de Guerra e neste mesmo ano tornou-se primeiro suplente do ex-senador Antônio Mariz, assim por 4 anos e 6 meses e também, de 31 de janeiro de 1999 a 31 de janeiro de 2001.

## Trajetória política
Em 1990 Ney Suassuna foi eleito primeiro suplente do ex-senador Antônio Mariz, ficando como suplente até 1994, quando se torna o titular após a eleição de Antônio Mariz ao governo da estado da Paraíba.
Em 1998 se candidatou à reeleição pelo PMDB enfrentando o ex-governador do estado Tarcísio Burity e, com o apoio do então governador José Maranhão e do então senador Ronaldo Cunha Lima, derrotou Burity e se elegeu senador, com 455 359 votos, tendo como suplentes Robson Khoury e Maria de Fátima Pinto de Sá Pires, ambos também filiados ao PMDB.
Em janeiro de 2002 foi nomeado pelo então presidente da República Fernando Henrique Cardoso para assumir o Ministério da Integração Nacional.
Em 2005 foi eleito o líder do PMDB no Senado Federal.

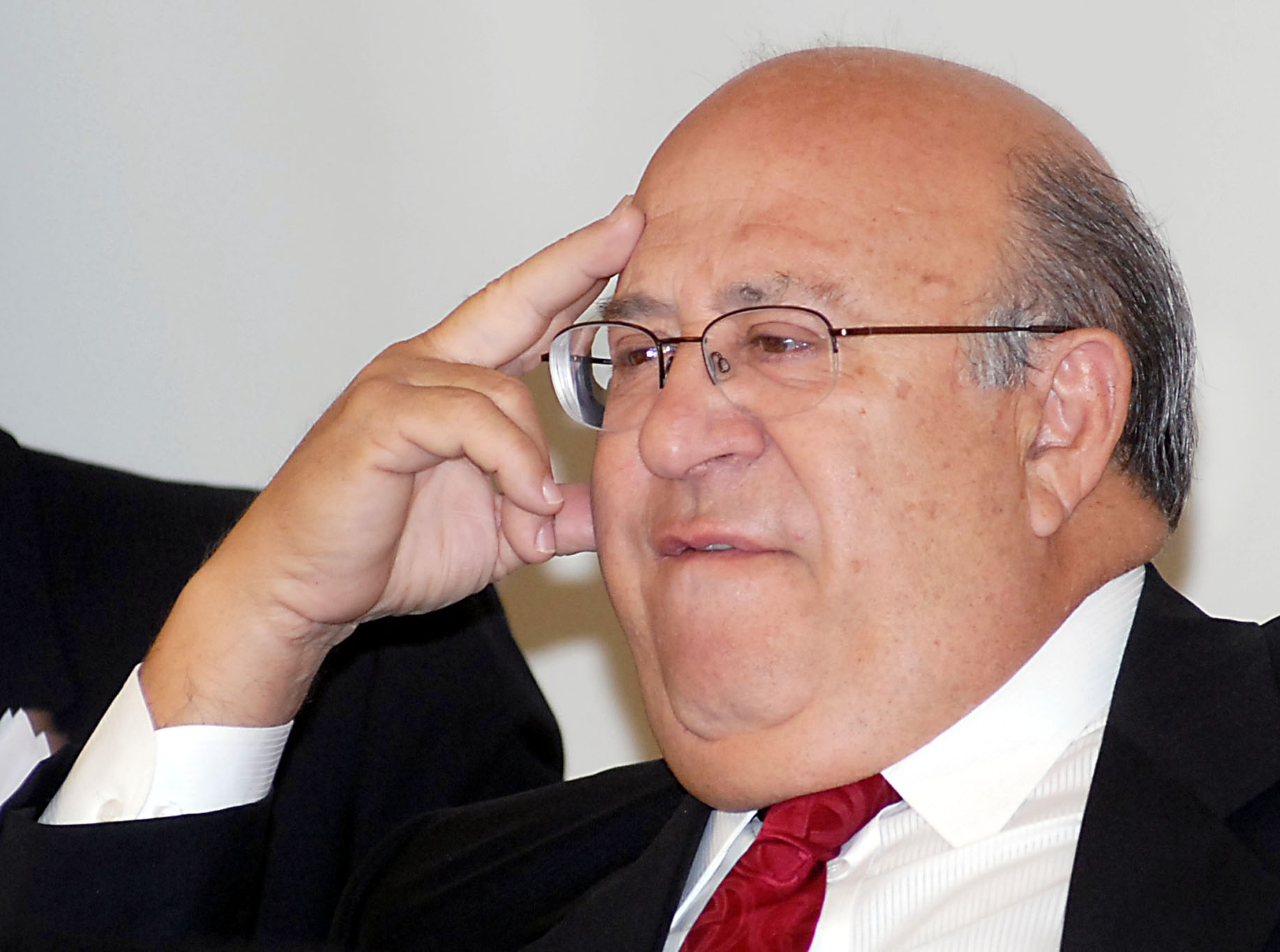
O senador Ney Suassuna (PMDB-PB), durante sessão do Conselho de Ética em que foi pedida sua cassação por envolvimento no esquema de compra superfaturada de ambulâncias.

Em 2006, durante o período de campanha para reeleição ao senado, o seu ex-assessor Marcelo Coelho de Carvalho foi preso por suposto envolvimento no Escândalo dos Sanguessugas, um esquema de compra superfaturada de ambulâncias por meio de emendas parlamentares. O caso teve imensa repercussão na imprensa nacional. Apesar das acusações, foi mais uma vez candidato ao Senado, só que dessa vez foi derrotado por Cícero Lucena do PSDB, por uma diferença de apenas 2% dos votos válidos.
Em 4 de outubro de 2006, três dias após a derrota nas urnas, o relator de seu processo no Conselho de Ética do Senado Federal, o senador Jefferson Peres (PDT/AM), recomendou em seu parecer, o julgamento em plenário da cassação do senador Ney Suassuna. Segundo o relatório de Jefferson Peres, o senador Ney Suassuna autorizava que sua ex-chefe-de-gabinete Mônica Texeira deliberasse e assinasse, em seu nome, sobre assuntos internos do gabinete. Aproveitando-se deste fato, durante uma viagem do senador, Marcelo Carvalho teria pedido à Mônica Texeira para assinar uma emenda em caráter de urgência. Deste fato surgiu o suposto envolvimento do senador Ney Suassuna com a máfia das ambulâncias. O senador Jefferson Peres, atendendo a intensa pressão da mídia e ao clamor público, declarou em seu relatório que recomendava a cassação, em razão da negligência do senador com o funcionamento de seu gabinete. Afirmou também que o que estava sendo apreciado no Conselho de Ética era o modelo político brasileiro e não o senador Ney Suassuna como parlamentar individual. Conforme consta na página 14 da Ata da 15° Reunião do Conselho de Ética e Decoro Parlamentar de 2006.
Em 28 de novembro de 2006, com a aprovação da proposta do senador Wellington Salgado, do PMDB de Minas Gerais, a cassação foi substituída por uma advertência verbal.
Em 2018 Ney Suassuana (PRB) poderá estar de volta aos quadros políticos da Paraíba com importante destaque. Para o parlamentar , o ex-senador paraibano e ex- ministro da integração, traz para o PRB um grande reforço no cenário atual para as disputas de outubro.

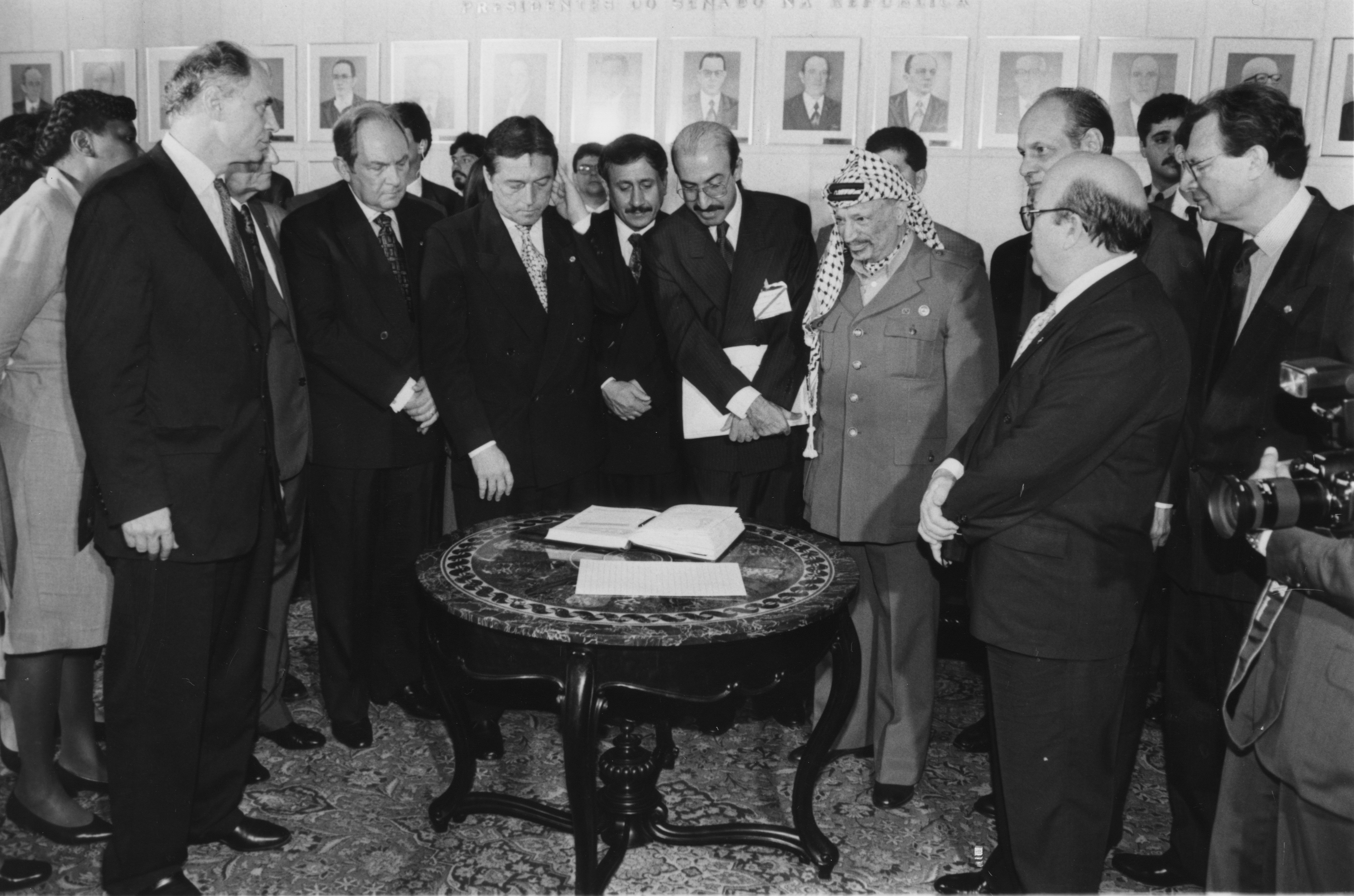
Yasser Arafat e os senadores Teotônio Vilela Filho (PSDB-AL), Benedita da Silva (PT-RJ), Eduardo Suplicy (PT-SP), Bernardo Cabral (AM) e Ney Suassuna (PMDB-PB) em outubro de 1995.

Ney Suassuna ingressou no Partido Republicano Brasileiro após convite do deputado federal Hugo Motta, que preside a legenda no estado.
Segundo Jutay, o PRB estará apoiando Ney em qualquer papel que ele queira desempenhar nestas eleições. “Fica a critério dele qual cargo ele quer disputar. Estamos apoiando porque sua força política é importante para a Paraíba”, destacou o parlamentar. Em 7 de outubro de 2018 foi eleito suplente de senador na chapa do senador Veneziano Vital do Rêgo. Assumiu o mandato em 29 de setembro de 2020 em decorrência da licença do senador Veneziano, até 21 de janeiro de 2021.

### Atuação Parlamentar
- Lei de Biossegurança

Suassuna foi relator da polêmica Lei de Biossegurança. A Lei regulamenta a utilização de células-tronco para fins medicinais, tais como: tratamento de doenças oncológicas, medulares, distúrbios do sangue, imunodeficiências, alterações do metabolismo e outras doenças degenerativas. Assim como a produção e a comercialização de sementes transgênicas em todo o país.

## Acusação de tráfico de influência
Suassuna é acusado de intermediar, em 2000, contrato firmado entre a Companhia Estadual de Águas e Esgotos do Rio de Janeiro (CEDAE-RJ) e a Empresa Brasileira de Assessoria e Consultoria Ltda. Atualmente tramita no STF pedido de concessão da ordem de habeas corpus para trancar o inquérito em curso na 5ª Vara Federal Criminal do estado do Rio de Janeiro. A defesa sustenta que a reabertura do inquérito, sem que tenha surgido novas provas, é ilegal e abusiva, configurando ofensa aos direitos fundamentais de seu cliente. Por isso, requer a concessão da ordem para o trancamento do inquérito em curso perante o juízo da 5ª Vara Federal Criminal do Rio de Janeiro. O Plenário do Supremo Tribunal Federal (STF) declarou extinta a punibilidade do ex-senador.

## Sanguessugas
Durante sua campanha de reeleição foi acusado de participar da Máfia dos Sanguessugas, supostamente ele teria recebido parte de R$ 200 000,00 (Duzentos mil reais). Após 8 anos de investigação o Ministério Público e a Justiça Federal concluíram que não havia indícios de sua participação no citado esquema.

## Homenagens recebidas
Em 1996, como senador suplente, Suassuna foi admitido pelo presidente Fernando Henrique Cardoso à Ordem do Mérito Militar no grau de Comendador especial.
- Ordem do Mérito das Forças Armadas - Grande Oficial (1997);[15]
- Ordem do Mérito Jornalístico - Grande Oficial - A.B.I. (1998);[16]
- Ordem do Mérito Naval - Grande Oficial (1998);[17]
- Medalha do Pacificador - Ministério do Exército (1995);[18]
- Medalha do Mérito Tamandaré (1999);[19]